# Кондратюк, Александра Филипповна
Александра Филипповна Кондратюк (род. 8 марта 1934, село Казачьи Лагери, теперь Олешковского района Херсонской области — 4 февраля 2022) — советский деятель, новатор сельскохозяйственного производства, доярка колхоза «Украина» Млиновского (теперь — Демидовского района Ровенской области. Герой Социалистического Труда (6.09.1973). Член Ревизионной комиссии КПУ в 1971-1981 г. г. Кандидат в члены ЦК КПУ в 1981—1990 г.

## Биография
Родилась в бедной крестьянской семье, росла в сельскохозяйственной коммуне. После Великой Отечественной войны перебралась с семьей в село Демидовка на Ровенщине, где сначала батрачила, а потом работала в колхозе в комсомольском звене.
В 1951 году окончила Сарненское училище механизации сельского хозяйства Ровенской области.
В 1951—1956 годах — тракторист тракторной бригады Демидовской машинно-тракторной станции (МТС) Ровенской области.
Член КПСС с 1953 года.
У 1956—1991 годах — доярка колхоза Украина села Демидовки Млиновского (теперь — Демидовского) района Ровненской области. Инициатор движения за 3-4тысячные надои молока от одной коровы. В 1978 году надоила по 6926 кг молока от каждой закрепленной коровы.
Потом — на пенсии в поселке Демидовке Демидовского района Ровенской области. Умерла 4 февраля 2022 года.

## Награды
- Герой Социалистического Труда (6.09.1973)
- два ордена Ленина (6.09.1973,)
- орден Трудового Красного Знамени
- орден Октябрьской Революции
- орден Дружбы народов
- Государственная премия СССР (1985)
- медали